# Staffan Andræ
Staffan Andræ, född 18 juli 1916 i Gamla Uppsala församling, död 24 januari 1996 i Oscars församling i Stockholm, var en svensk översättare och tidskriftsredaktör.
Staffan Andræ var son till biskopen Tor Andræ och Ellen Gustafsson. Han blev filosofie kandidat vid Uppsala universitet 1941 och filosofie licentiat vid Stockholms högskola 1946. Han anställdes vid Bonniers förlag 1942 och var redaktör för All världens berättare 1952–1954, men är framför allt känd som översättare. Han var chef för översättningsavdelningen och litterär rådgivare vid Albert Bonniers förlag från 1954.
Mellan 1944 och 1992 översatte han runt 100 böcker, till en början mest från danska och norska, men från mitten av 1950-talet alltmer från engelska. Han översatte huvudsakligen skönlitteratur, inklusive deckar- och thrillerförfattare, till exempel fem Ruth Rendell-böcker.
Han redigerade också ett antal antologier, bland annat All världens spökhistorier (1948) och Vägen till bokrike (1957), och gjorde ett halvdussin bearbetningar för Barnbiblioteket Saga 1956-1965, däribland Viktor Rydbergs Fribytaren på Östersjön 1960. Han sammanställde även ett urval av den 1947 avlidne Tor Andræs Essäer (Bonnier, 1948).
Staffan Andræ gifte sig 1939 med konstnären Kerstin Andræ (1915–2010), dotter till historikern Tor Berg. Makarna fick barnen Christer (född 1939), Héléne (född 1941) och Lars (född 1945). Dottern Héléne, som blev förlagsredaktör, gifte sig med Göran Elwin och sedan med Jan Håkansson; hon är mor till Cissi Elwin.
Staffan Andræ är begravd på Galärvarvskyrkogården i Stockholm.

## Översättningar (urval)
- Hans Scherfig: Idealister (Idealister) (Bonnier, 1944)
- Sigurd Hoel: Tankar i mörk tid (Tanker i mørketid) (Bonnier, 1946)
- Budd Schulberg: Storstadshamn (Waterfront) (Bonnier, 1956)
- Richard Gordon: Sir Lancelot och kärleken (Love and Sir Lancelot) (Bonnier, 1967)
- Jeffrey Archer: Rivalerna (Kane and Abel) (Bonnier, 1980)
- Ken Follett: Mannen från S:t Petersburg (The man from S:t Petersburg) (Bonnier, 1982)
- Cynthia Ozick: Kannibalgalaxen (The Cannibal galaxy) (Bonnier, 1984)
- Ruth Rendell: Bortbytingen (The tree of hands) (Legenda, 1985)
- Francis Fukuyama: Historiens slut och den sista människan (The end of history and the last man) (Norstedt, 1992)